# Cerkiew św. Mikołaja w Wilnie (Łukiszki)
Cerkiew św. Mikołaja – cerkiew prawosławna w kompleksie więzienia na Łukiszkach, dobudowana do niego w 1905. 

## Historia
Cerkiew została wzniesiona rok po ukończeniu prac nad kompleksem więzienia na Łukiszkach w Wilnie. Była jednym z kilku obiektów kultu religijnego, obok sal zaadaptowanych na synagogę i kaplicę katolicką. Była jednak od nich znacznie okazalsza i jako jedyna wyróżniała się w zewnętrznej architekturze więzienia, będąc centralnym punktem jego północnej elewacji. Sam car Mikołaj II polecił, by cerkiew została wzniesiona ze szczególną starannością. W kosztach dekoracji budynku partycypowali oficerowie stacjonujących w Wilnie rosyjskich jednostek oraz miejscowe arystokratki rosyjskie. 
Po II wojnie światowej cerkiew została zamknięta i zmieniona na magazyn. Po zamknięciu więzienia w 2019 roku cały kompleks został przekazany artystom, a sama cerkiew pełniła funkcję sali widowiskowo-koncertowej. 
Po powstaniu Egzarchatu Litewskiego, administratury Patriarchatu Konstantynopolitańskiego na terytorium Litwy, cerkiew zaczęła ponownie pełnić funkcje liturgiczne.

## Architektura
Cerkiew reprezentuje styl bizantyjsko-rosyjski (neobizantynizm). Posiada pięć kopuł zgrupowanych wokół największej – centralnej, z rzędami półkolistych okien poniżej poziomu dachu. Na elewacji północnej cerkwi znajdowała się w tondzie postać Chrystusa, główną dekorację fasady stanowił łuk tworzony przez półkolumny. Wszystkie okna w świątyni są półkoliste, z ozdobnymi obramowaniami. Na pozostałych ścianach cerkwi znajdowały się postacie Matki Boskiej Ostrobramskiej oraz św. Mikołaja. Cerkiew zbudowana jest z żółtego kamienia, jej kopuły były pierwotnie złocone, nad dekoracją rzeźbiarską, niezachowaną do naszych czasów, pracował I. Woznicki. 
We wnętrzu cerkwi znajdował się dębowy ikonostas, który zaprojektował pułkownik inżynier K.P. Kelczewski. Freski w świątyni zostały namalowane przez Iwana Trutniewa, I. Rybakowa, Barmaszowa, Bolesława Bałzukiewicza i Kryłowa. Budynek był wsparty na kolumnach z żółtego i błękitnego kamienia.